# U-94 (1940)
| U-94 | U-94 | U-94 |
| --- | --- | --- |
| | | |
| | | |
| Підводний човен U-94 зустрічає командувач підводного флоту Крігсмаріне адмірал Карл Деніц. Сен-Назер. Червень 1941 | | |
| Під прапором | Третій Рейх | Третій Рейх |
| Спуск на воду | 12 червня 1940 року | 12 червня 1940 року |
| Виведений зі складу флоту                                                                                          | 28 серпня 1942 року | 28 серпня 1942 року |
| Сучасний статус | 28 серпня 1942 року затоплений у Карибському морі східніше Ямайки глибинними бомбами літака-амфібії «Каталіна» та протаранений канадським корветом «Оуквілл» | 28 серпня 1942 року затоплений у Карибському морі східніше Ямайки глибинними бомбами літака-амфібії «Каталіна» та протаранений канадським корветом «Оуквілл» |
| Бойовий досвід | Друга світова війна Битва за Атлантику Американська кампанія Кампанія в Карибському морі                                                                     | Друга світова війна Битва за Атлантику Американська кампанія Кампанія в Карибському морі                                                                     |
| Проєкт | | |
| Тип ПЧ | середній торпедний ДПЧ | середній торпедний ДПЧ |
| Вартість | 4 714 000 ℛℳ | 4 714 000 ℛℳ |
| Основні характеристики                                                                                             | | |
| Швидкість (надводна)                                                                                               | 17,7 вузла (32,8 км/год) | 17,7 вузла (32,8 км/год) |
| Швидкість (підводна)                                                                                               | 7,6 вузла (14,1 км/год) | 7,6 вузла (14,1 км/год) |
| Робоча глибина занурення                                                                                           | 230 м | 230 м |
| Гранична глибина занурення                                                                                         | 250—295 м | 250—295 м |
| Дальність плавання                                                                                                 | 80 миль (150 км) на швидкості 4 вузли (в підводному положенні) 8500 миль (15 700 км) на швидкості 10 вузлів (у надводному положенні)                         | 80 миль (150 км) на швидкості 4 вузли (в підводному положенні) 8500 миль (15 700 км) на швидкості 10 вузлів (у надводному положенні)                         |
| Екіпаж | 44—52 особи | 44—52 особи |
| Розміри | | |
| Довжина найбільша (по КВЛ)                                                                                         | 67,1 м | 67,1 м |
| Ширина корпусу найб.                                                                                               | 6,2 м | 6,2 м |
| Висота | 9,6 м | 9,6 м |
| Середня осадка (по КВЛ)                                                                                            | 4,74 м | 4,74 м |
| Водотоннажність надводна                                                                                           | 769 т | 769 т |
| Силова установка                                                                                                   | | |
| дизель-електрична; 2 дизельних двигуни MAN M 6 V 40/46, 2 електродвигуни Siemens-Schuckertwerke GU 343/38-8        | | |
| Гвинти | 2 | 2 |
| Потужність | 2 × 2100—2310 к.с. (дизелі) 2 × 750 к.с. (електродвигуни) | 2 × 2100—2310 к.с. (дизелі) 2 × 750 к.с. (електродвигуни) |
| Озброєння | | |
| Артилерія | 1 × 88-мм палубна гармата SK C/35 | 1 × 88-мм палубна гармата SK C/35 |
| Торпедно- мінне озброєння                                                                                          | 4 носових і один кормовий ТА 14 торпед та 26 мін TMA | 4 носових і один кормовий ТА 14 торпед та 26 мін TMA |
| ППО | 1 × 37-мм зенітна гармата Flak M42 2 × 20-мм зенітні гармати FlaK 30                                                                                         | 1 × 37-мм зенітна гармата Flak M42 2 × 20-мм зенітні гармати FlaK 30                                                                                         |

U-94 — німецький підводний човен типу VIIC, що входив до складу Військово-морських сил Третього Рейху за часів Другої світової війни. Закладений 9 вересня 1939 року на верфі Friedrich Krupp Germaniawerft у Кілі. Спущений на воду 12 червня 1940 року, 28 серпня 1940 року корабель увійшов до складу ВМС нацистської Німеччини.

## Історія
U-94 належав до німецьких підводних човнів типу VIIC, найчисельнішого типу субмарин Третього Рейху, яких було випущено 703 одиниці. З моменту введення ПЧ до строю його командиром став капітан-лейтенант Герберт Куппіш. З 10 серпня 1940 року і до останнього походу у серпні 1942 року, U-94 здійснив 10 бойових походів в Атлантичний океан, посівши сімнадцяте місце серед найрезультативніших ПЧ Крігсмаріне за результативністю ведення підводної війни. Підводний човен потопив 26 суден противника сумарною водотоннажністю 141 852 брутто-регістрових тонни, а також пошкодив ще одне судно (8 022 тонни).
28 серпня 1942 року U-94 був виявлений при спробі атакувати конвої TAW 15 біля Гаїті союзним конвоєм, котрий відразу організував полювання на ворожий ПЧ. Літак-амфібія PBY «Каталіна» атакував човен глибинними бомбами, за ним атаку продовжили канадські корвети «Галіфакс» і «Сноуберрі» і нарешті двічі протаранений корветом «Оуквілл». Хал Лоуренс очолив абордажну групу з одинадцяти моряків «Оуквілла» для захоплення човна. Вони висадилися на німецьку субмарину і вдерлися через бойову рубку в середину човна. Тільки два канадці насправді пройшли через люк, і вступили в сутичку з німецьким екіпажем, вбивши двох, коли вони не здалися. Решта екіпажу підняла руки без спротиву. Ледве захопивши судно, канадські моряки зрозуміли, що німці вже почали затоплювати човен, і він почав наповнюватися водою. Канадці залишили U-94, і німецький човен затонув разом з 19 членами екіпажу; «Оуквілл» врятував 26, у тому числі командира ПЧ оберлейтенантом-цур-зее Отто Ітеса.

## Командири ПЧ
- Капітан-лейтенант Герберт Куппіш (нім. Herbert Kuppisch) (10 серпня 1940 — 29 серпня 1941);
- оберлейтенант-цур-зее Отто Ітес (нім. Otto Ites) (29 серпня 1941 — 28 серпня 1942).

## Перелік затоплених та пошкоджених U-94 суден у бойових походах
| №                                                              | Дата            | Назва              | Тип                | Належність          | Водотоннажність (брт) | Вантаж | Конвой        | Результат та координати                                                 | Наслідки атаки для екіпажу      | Прим. |
| -------------------------------------------------------------- | --------------- | ------------------ | ------------------ | ------------------- | --------------------- | --- | ------------- | ----------------------------------------------------------------------- | ------------------------------- | ----- |
| Перший похід (20.11—31.12.1940, 42 доби; Кіль—Лор'ян)          |                 |                    |                    |                     |                       | |               |                                                                         |                                 |       |
| 1                                                              | 2 грудня 1940   | Stirlingshire      | суховантажне судно | Велика Британія     | 6022                  | 3270 тонн цукру, 2000 тонн свинцю, 1900 тонн заморожених продуктів та 460 тонн генеральних вантажів       | Конвой HX 90  | потоплено 55°36′ пн. ш. 16°22′ зх. д. / 55.600° пн. ш. 16.367° зх. д.   | 74 (0 загинуло та 74 вціліло)   |       |
| 2                                                              | 2 грудня 1940   | Wilhelmina         | суховантажне судно | Велика Британія     | 6725                  | 2612 тонн генеральних вантажів, 2303 тонни риби, 1450 тонн деревини                                       | Конвой HX 90  | потоплено 55°43′ пн. ш. 15°06′ зх. д. / 55.717° пн. ш. 15.100° зх. д.   | 39 (5 загинуло та 34 вцілілих)  |       |
| 3                                                              | 11 грудня 1940  | Empire Statesman   | суховантажне судно | Велика Британія     | 5306                  | залізна руда                                                                                              | Конвой SLS 56 | потоплено 53°40′ пн. ш. 17°00′ зх. д. / 53.667° пн. ш. 17.000° зх. д.   | 32 (усі загинули)               |       |
| Другий похід (9.01—19.02.1941, 42 доби; Лор'ян—Лор'ян)         |                 |                    |                    |                     |                       | |               |                                                                         |                                 |       |
| 4                                                              | 20 січня 1941   | Florian            | суховантажне судно | Велика Британія     | 3174                  | баласт |               | потоплено 61°14′ пн. ш. 12°05′ зх. д. / 61.233° пн. ш. 12.083° зх. д.   | 44 (усі загинули)               |       |
| 5                                                              | 29 січня 1941   | West Wales         | суховантажне судно | Велика Британія     | 4353                  | 7147 тонн сталі                                                                                           | Конвой SC 19  | потоплено 56°00′ пн. ш. 15°23′ зх. д. / 56.000° пн. ш. 15.383° зх. д.   | 37 (16 загинуло та 21 вцілілий) |       |
| 6                                                              | 30 січня 1941   | Rushpool           | суховантажне судно | Велика Британія     | 5125                  | 7714 тонн зерна                                                                                           | Конвой SC 19  | потоплено 56°00′ пн. ш. 15°42′ зх. д. / 56.000° пн. ш. 15.700° зх. д.   | 40 (0 загинуло та усі вижили)   |       |
| Третій похід (29.03—18.04.1941, 21 доба; Лор'ян—Лор'ян)        |                 |                    |                    |                     |                       | |               |                                                                         |                                 |       |
| 7                                                              | 4 квітня 1941   | Harbledown         | суховантажне судно | Велика Британія     | 5414                  | 94 157 бушелів пшениці                                                                                    | Конвой SC 26  | потоплено 58°24′ пн. ш. 23°20′ зх. д. / 58.400° пн. ш. 23.333° зх. д.   | 41 (17 загинуло та 24 вижили)   |       |
| 8                                                              | 6 квітня 1941   | Lincoln Ellsworth  | танкер             | Норвегія            | 5580                  | баласт | Конвой SC 26  | потоплений 62°37′ пн. ш. 27°06′ зх. д. / 62.617° пн. ш. 27.100° зх. д.  | 29 (усі вижили)                 |       |
| Четвертий похід (29.04—4.06.1941, 37 діб; Лор'ян—Сен-Назер)    |                 |                    |                    |                     |                       | |               |                                                                         |                                 |       |
| 9                                                              | 7 травня 1941   | Ixion              | суховантажне судно | Велика Британія     | 10 263                | 2900 тонн генерального вантажу, зокрема віскі, 900 пакунків пошти                                         | Конвой OB 318 | потоплено 61°29′ пн. ш. 22°40′ зх. д. / 61.483° пн. ш. 22.667° зх. д.   | 105 (усі вижили)                |       |
| 10                                                             | 7 травня 1941   | Eastern Star       | суховантажне судно | Норвегія            | 5658                  | 240 тонн генерального вантажу, 218 тонн нафталіну та 45 тонн акумуляторної кислоти та 16 літаків у ящиках | Конвой OB 318 | потоплено 61°29′ пн. ш. 22°40′ зх. д. / 61.483° пн. ш. 22.667° зх. д.   | 40 (усі вижили)                 |       |
| 11                                                             | 20 травня 1941  | Norman Monarch     | суховантажне судно | Велика Британія     | 4718                  | 8300 тонн пшениці                                                                                         | Конвой HX 126 | потоплено 56°41′ пн. ш. 40°52′ зх. д. / 56.683° пн. ш. 40.867° зх. д.   | 48 (усі вціліли)                |       |
| 12                                                             | 20 травня 1941  | John P. Pedersen   | танкер             | Норвегія            | 6128                  | 9100 тонн мазуту                                                                                          | Конвой HX 126 | потоплений 57°00′ пн. ш. 41°00′ зх. д. / 57.000° пн. ш. 41.000° зх. д.  | 48 (усі вціліли)                |       |
| Шостий похід (2.09—15.10.1941, 44 доби; Сен-Назер—Кіль)        |                 |                    |                    |                     |                       | |               |                                                                         |                                 |       |
| 13                                                             | 15 вересня 1941 | Newbury            | суховантажне судно | Велика Британія     | 5102                  | 6800 тонн вугілля                                                                                         | Конвой ON 14  | потоплено 54°39′ пн. ш. 28°04′ зх. д. / 54.650° пн. ш. 28.067° зх. д.   | 45 (усі загинули)               |       |
| 14                                                             | 15 вересня 1941 | Pegasus            | суховантажне судно | Грецьке королівство | 5762                  | 5500 тонн генерального вантажу та військове майно і моторні установки на палубі                           | Конвой ON 14  | потоплено 54°40′ пн. ш. 29°50′ зх. д. / 54.667° пн. ш. 29.833° зх. д.   | 45 (усі загинули)               |       |
| 15                                                             | 15 вересня 1941 | Empire Eland       | суховантажне судно | Велика Британія     | 5613                  | баласт | Конвой ON 14  | потоплено 54°09′ пн. ш. 29°55′ зх. д. / 54.150° пн. ш. 29.917° зх. д.   | 37 (усі загинули)               |       |
| 16                                                             | 1 жовтня 1941   | San Florentino     | танкер             | Велика Британія     | 12 842                | баласт | Конвой ON 19  | потоплений 52°50′ пн. ш. 34°40′ зх. д. / 52.833° пн. ш. 34.667° зх. д.  | 58 (23 загинули та 35 вижили)   |       |
| Восьмий похід (12.02—2.04.1942, 50 діб; Сен-Назер—Сен-Назер)   |                 |                    |                    |                     |                       | |               |                                                                         |                                 |       |
| 17                                                             | 24 лютого 1942  | Empire Hail        | суховантажне судно | Велика Британія     | 7005                  | баласт | Конвой ON 66  | потоплено 44°48′ пн. ш. 40°21′ зх. д. / 44.800° пн. ш. 40.350° зх. д.   | 49 (усі загинули)               |       |
| 18                                                             | 9 березня 1942  | Cayrú              | суховантажне судно | Бразилія            | 5152                  | генеральні вантажі                                                                                        |               | потоплено 39°10′ пн. ш. 72°02′ зх. д. / 39.167° пн. ш. 72.033° зх. д.   | 89 (53 загинули та 36 вціліли)  |       |
| 19                                                             | 11 березня 1942 | Hvoslef            | суховантажне судно | Норвегія            | 1630                  | цукор |               | потоплено 38°27′ пн. ш. 74°54′ зх. д. / 38.450° пн. ш. 74.900° зх. д.   | 20 (6 загинули та 14 вціліли)   |       |
| 20                                                             | 25 березня 1942 | Imperial Transport | танкер             | Велика Британія     | 8022                  | баласт | Конвой ON 77  | пошкоджений 46°26′ пн. ш. 41°30′ зх. д. / 46.433° пн. ш. 41.500° зх. д. | 51 (0 загинули та 51 вцілілий)  |       |
| Дев'ятий похід (4.05—23.06.1942, 51 доба; Сен-Назер—Сен-Назер) |                 |                    |                    |                     |                       | |               |                                                                         |                                 |       |
| 21                                                             | 12 травня 1942  | Cocle              | суховантажне судно | Панама              | 5630                  | генеральні вантажі                                                                                        | Конвой ON 92  | потоплено 52°37′ пн. ш. 29°13′ зх. д. / 52.617° пн. ш. 29.217° зх. д.   | 42 (5 загинули та 37 вижило)    |       |
| 22                                                             | 13 травня 1942  | Batna              | суховантажне судно | Велика Британія     | 4399                  | 4988 тонн вугілля                                                                                         | Конвой ON 92  | потоплено 52°09′ пн. ш. 33°56′ зх. д. / 52.150° пн. ш. 33.933° зх. д.   | 42 (1 загиблий та 41 вцілілий)  |       |
| 23                                                             | 13 травня 1942  | Tolken             | суховантажне судно | Швеція              | 4471                  | баласт | Конвой ON 92  | потоплено 51°50′ пн. ш. 33°35′ зх. д. / 51.833° пн. ш. 33.583° зх. д.   | 34 (усі вижили)                 |       |
| 24                                                             | 5 червня 1942   | Maria da Glória    | вітрильне судно    | Португалія          | 320                   | |               | потоплено 50°14′ пн. ш. 39°12′ зх. д. / 50.233° пн. ш. 39.200° зх. д.   | 44 (36 загиблих та 8 вцілілих)  |       |
| 25                                                             | 10 червня 1942  | Empire Clough      | суховантажне судно | Велика Британія     | 6147                  | баласт | Конвой ON 100 | потоплено 51°50′ пн. ш. 35°00′ зх. д. / 51.833° пн. ш. 35.000° зх. д.   | 49 (5 загиблих та 44 вцілілих)  |       |
| 26                                                             | 10 червня 1942  | Ramsay             | суховантажне судно | Велика Британія     | 4855                  | баласт | Конвой ON 100 | потоплено 51°53′ пн. ш. 34°59′ зх. д. / 51.883° пн. ш. 34.983° зх. д.   | 48 (40 загиблих та 8 вцілілих)  |       |
| 27                                                             | 11 червня 1942  | Pontypridd         | суховантажне судно | Велика Британія     | 4458                  | баласт | Конвой ON 100 | потоплено 49°50′ пн. ш. 41°37′ зх. д. / 49.833° пн. ш. 41.617° зх. д.   | 48 (2 загиблих та 40 вцілілих)  |       |